# Joaquín Arali
Joaquín Arali (Zaragoza, siglo XVIII-Madrid, 1811) fue un escultor español.

## Biografía
Alguna fuente data su nacimiento en 1742. Natural de Zaragoza, estudió en dicha ciudad con Manuel Ramírez. Trasladado a Madrid, prosiguió su carrera con Juan de Mena. Nombrado académico de mérito de la Real de San Fernando el 4 de junio de 1780, regresó a su tierra natal, donde ejecutó varias obras para la iglesia del Carmen de padres dominicos.
El 17 de octubre de 1789 marchó a Granada, destinado a la dirección de la Escuela de Dibujo, donde trabajó algunas obras para las iglesias de Lucena y Cañete. El 25 de agosto de 1792 fue a Madrid para ejecutar la fuente de Tajo y Jarama para los jardines de Aranjuez, junto con un grupo de Endimión y Diana y dos estatuas para la casa del Labrador. Arali, que el 20 de diciembre de 1801 había sido nombrado teniente-director de la Academia de San Fernando, falleció el 4 de octubre de 1811 en Madrid.
Fue autor en la catedral de Zaragoza del retablo ubicado detrás del principal de Nuestra Señora del Pilar, en la torre de la Seo de estatuas representando las cuatro virtudes cardinales y las figuras alegóricas del Tiempo y la Vigilancia y una estatua en piedra de San Agustín. Realizó también varios retablos en la iglesia de San Juan de los Panetes y un estudio de cera de una pilastra para la pila bautismal de la Seo.  Fuera de Zaragoza, en Toledo, realizó varias partes de un monumento de Semana Santa, entre ellas una estatua de la Fe para coronarlo. En La Puebla de Híjar realizó los retablos de la iglesia y en Vinaceite el retablo principal y los laterales de la iglesia parroquial.